# Oensingen-Balsthal-Bahn
| Streckennummer (BAV): | 412                  |                              |                              |
| Fahrplanfeld: | 412                  |                              |                              |
| Streckenlänge: | 4.01 km              |                              |                              |
| Spurweite: | 1435 mm (Normalspur) |                              |                              |
| Stromsystem: | 15 kV 16,7 Hz ~      |                              |                              |
| Maximale Neigung: | 12 ‰                 |                              |                              |
| Minimaler Radius: | 250 m                |                              |                              |
| |                      |                              |                              |
| \| \| \| von Solothurn \| \| \| \| 0.00 \| Oensingen Keilbahnhof \| 462 m ü. M. \| \| \| \| nach Olten \| \| \| \| \| Anschlussgleis \| \| \| \| 0.72 \| Dünnern-Brücke \| 27 m \| \| \| 1.52 \| Maiacker \| 469 m ü. M. \| \| \| 2.62 \| Anschlussgleis Von Roll Klus \| Anschlussgleis Von Roll Klus \| \| \| 2.62 \| Klus \| 481 m ü. M. \| \| \| 3.32 \| Thalbrücke \| 483 m ü. M. \| \| \| 4.01 \| Balsthal \| 489 m ü. M. \| |                      |                              |                              |
| Strecke |                      | von Solothurn                | von Solothurn                |
| Bahnhof | 0.00                 | Oensingen Keilbahnhof        | 462 m ü. M.                  |
| Abzweig geradeaus und nach rechts |                      | nach Olten                   | nach Olten                   |
| Abzweig geradeaus und nach links |                      | Anschlussgleis               | Anschlussgleis               |
| Brücke über Wasserlauf | 0.72                 | Dünnern-Brücke               | 27 m                         |
| ehemaliger Haltepunkt / Haltestelle | 1.52                 | Maiacker                     | 469 m ü. M.                  |
| Abzweig geradeaus und von links | 2.62                 | Anschlussgleis Von Roll Klus | Anschlussgleis Von Roll Klus |
| Bahnhof | 2.62                 | Klus                         | 481 m ü. M.                  |
| Haltepunkt / Haltestelle | 3.32                 | Thalbrücke                   | 483 m ü. M.                  |
| Kopfbahnhof Streckenende | 4.01                 | Balsthal                     | 489 m ü. M.                  |

Die Oensingen-Balsthal-Bahn AG (offizielle Initialen OeBB, auch zur Unterscheidung von den Österreichischen Bundesbahnen ÖBB) mit Sitz in Balsthal ist eine private Eisenbahngesellschaft im Kanton Solothurn (Schweiz). Ihre gut vier Kilometer lange normalspurige Strecke führt von Oensingen nach Balsthal.

## Geschichte

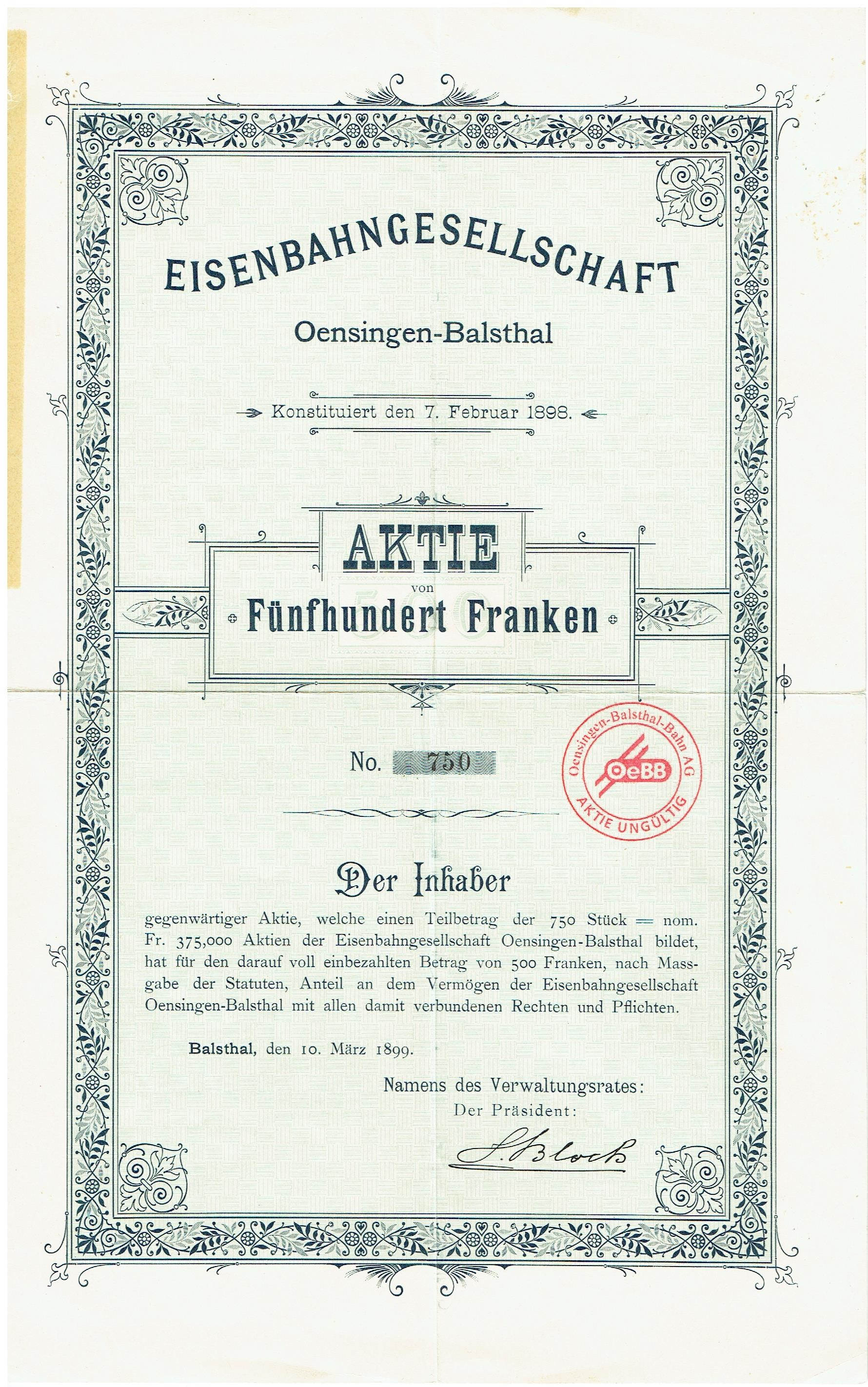
Aktie über 500 Franken der Eisenbahngesellschaft Oensingen-Balsthal vom 10. März 1899

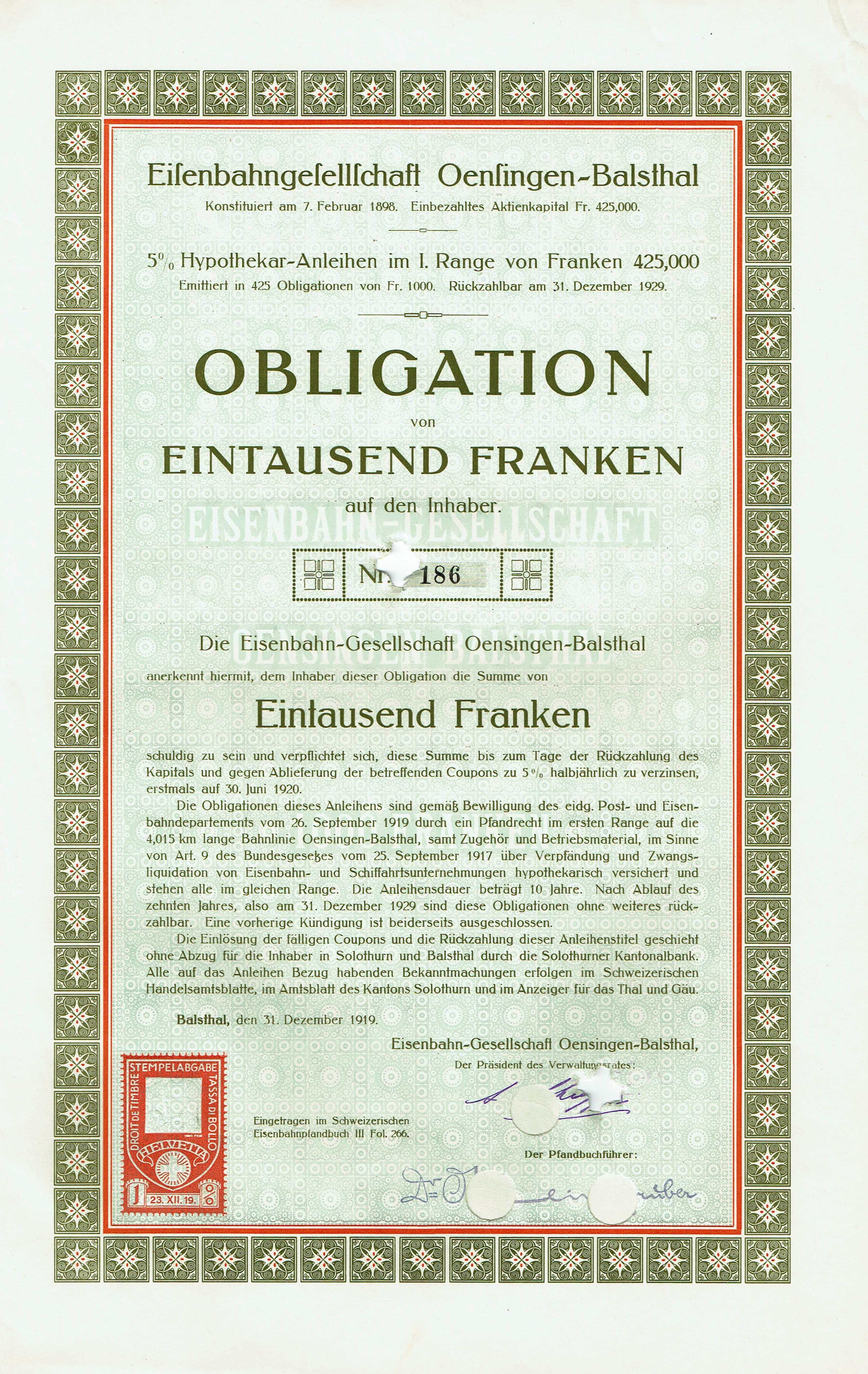
Obligation der Eisenbahngesellschaft Oensingen-Balsthal vom 31. Dezember 1919

Schon früh entstand der Wunsch, durch die Klus von Balsthal und unter dem Passwang oder Unteren Hauenstein hindurch eine Bahnverbindung mit Basel herzustellen. Im Jahr 1873 wurde auch mit dem Bau der Wasserfallenbahn zwischen dem Baselbieter Ort Reigoldswil und dem Solothurner Ort Mümliswil hinter Balsthal begonnen, aber nach einem Jahr musste der Bau am Tunnel und der Zufahrtsstrecken wegen finanzieller Schwierigkeiten eingestellt werden. Nicht einmal über das Planungsstadium hinaus kam das Projekt der Jura-Gotthard-Bahn.
In den 1890er Jahren suchte die Industrie von Balsthal-Klus (Von Roll) einen Anschluss an die Bahnstrecke Olten–Solothurn in Oensingen. Am 17. Juli 1899 konnte die kurze Stichbahn ihren Betrieb aufnehmen. Seit 1943 ist die Strecke der OeBB komplett elektrifiziert.

## Heute

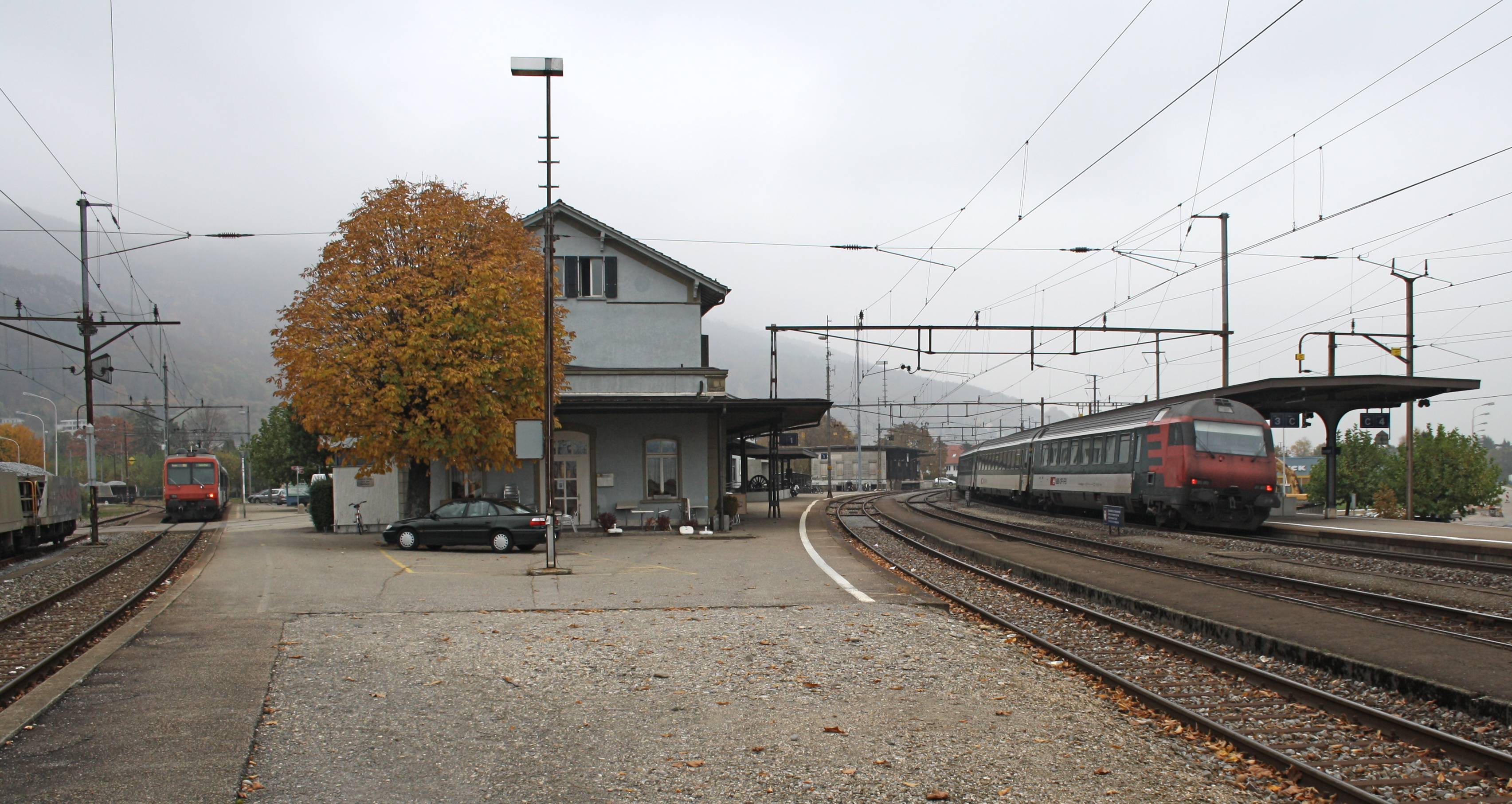
Bahnhof Oensingen, links Bereich der OeBB, rechts Bereich der SBB (Zustand 2009, vor der erneuten Verlängerung der Strecke Solothurn–Niederbipp bis Oensingen)
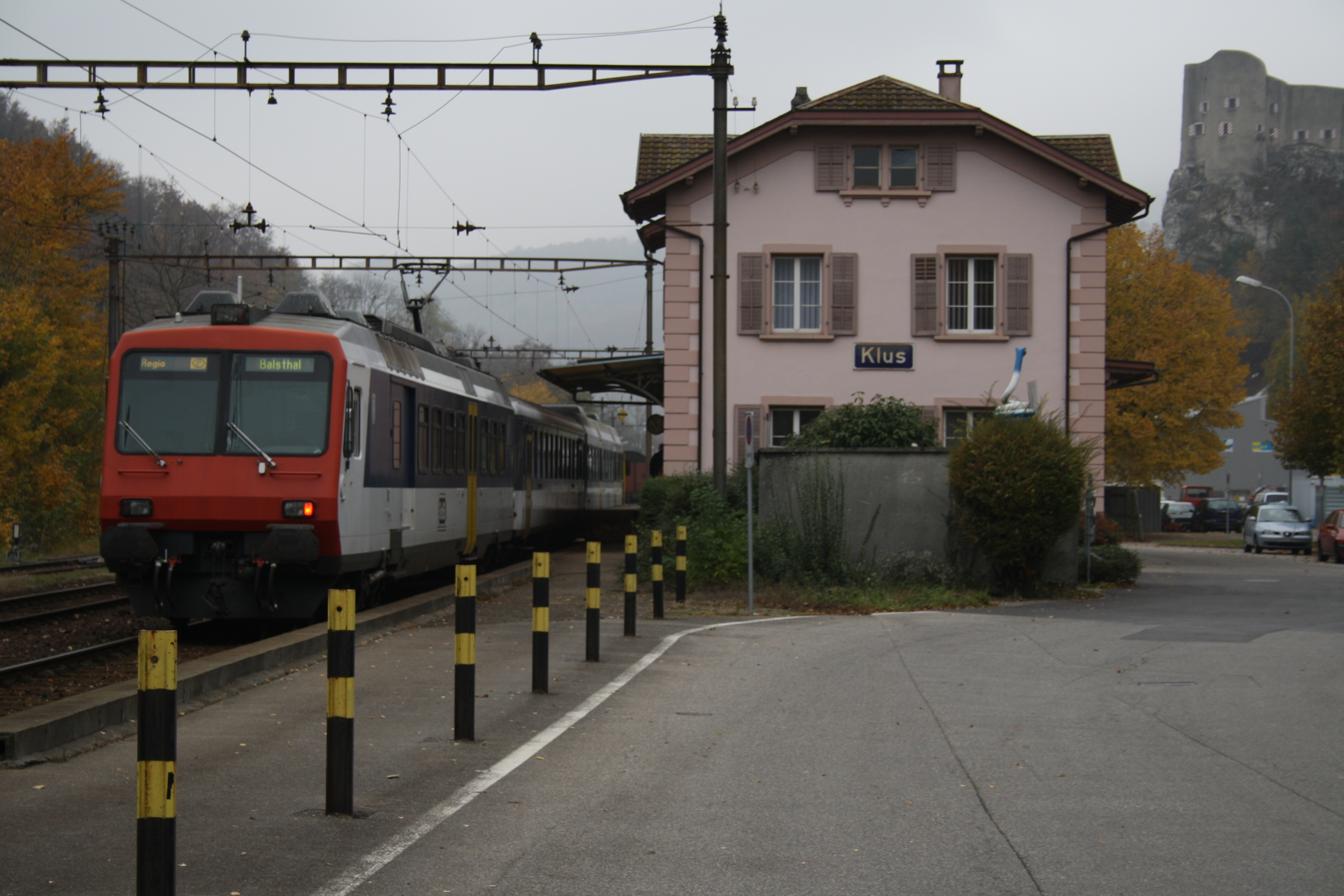
RBDe 4/4 der OeBB ex SBB im Bahnhof Klus
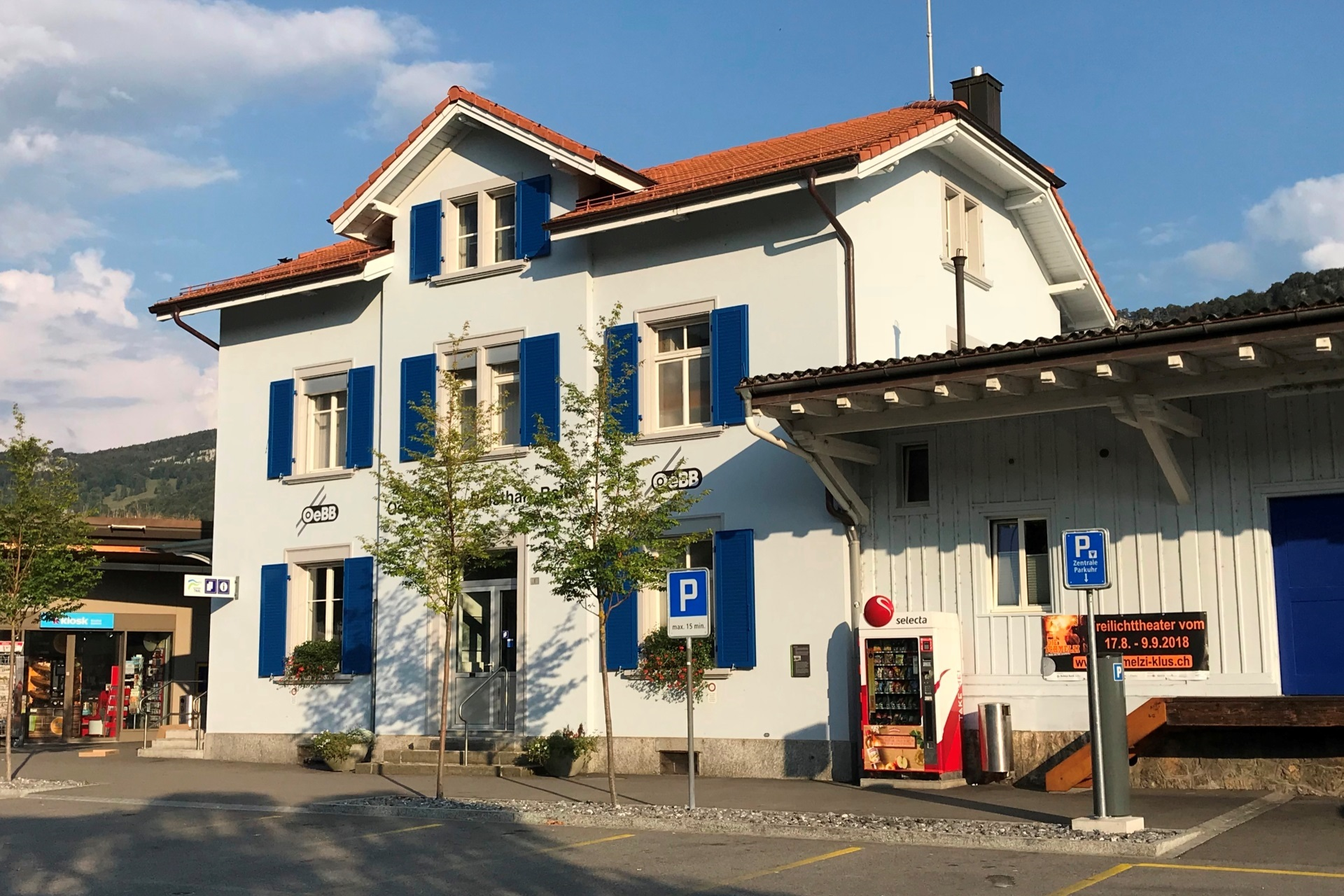
Bahnhofsgebäude von Balsthal

Mit der Umsetzung von Bahn 2000 bzw. dem Verkehrskonzept «Thal 2005» wurde ein Halbstundentakt eingeführt, welcher in Spitzenzeiten von Postautokursen ergänzt wird. Vorher gab es für einige Jahre einen Fahrplan mit Postautokursen als Grundangebot und einigen Zügen zu Spitzenzeiten. Für die Einführung des Halbstundentaktes wurde zunächst vom Regionalverkehr Mittelland (RM) eine Pendelzugskomposition erworben, die aber nach kurzer Zeit durch eine SBB-RBe 540-Pendelzugskomposition ersetzt wurde. Die Aussenanschriften des von den SBB übernommenen Pendelzugs wurden auf OeBB geändert, die Lackierung wurde beibehalten. Seit der Übernahme einer NPZ-Prototyp-Garnitur von den SBB 2007/2008 verkehrte in der Regel diese mit dem RBe-540-Pendelzug als Ersatz. Zum Fahrplanwechsel Ende 2015 mietete die OeBB eine modernisierte «Domino»-Komposition der SBB an. Da der Domino einen ganzen Wagen 1. Klasse führte, wurde die Aussenanschrift des 1.-Klasse-Wagens auf ein Drittel 1. und zwei Drittel 2. Klasse geändert. Die Ausstattung der ehemaligen 1. Klasse wurde nicht verändert. Bei der noch bestehenden 1. Klasse wurde aussen das OeBB-Logo angebracht. Zum Fahrplanwechsel Ende 2018 wurde der OeBB-Domino denen der SBB angepasst und auf der OeBB verkehren unterschiedliche Domino-Garnituren, welche jeweils von Biel/Bienne zugeführt werden.
Seit dem Fahrplanwechsel vom 12. Dezember 2021 wird die Linie Oensingen–Balsthal als S22 der S-Bahn Region Solothurn bezeichnet.
Das Unternehmen hat heute 17 Mitarbeiter und betreibt Güter- und Personenverkehr auf der eigenen 4,1 km langen normalspurigen Bahnstrecke.

## Fahrzeugpark
Die OeBB verfügt über viele ehemalige, teilweise historische, SBB- und BLS-Fahrzeuge und kann damit auch Nostalgiefahrten anbieten, so etwa mit dem «Roten Pfeil». Ausrangierte und verkaufte Fahrzeuge sind kursiv eingetragen.

### Lokomotiven
- Bm 6/6 18505 (98 85 5 860 505-7 OEBBH), Kauf 2022 von SBB Historic
- E 3/3 1 (1899 SLM 1219), 1943 verkauft an Chemische Fabrik Uetikon, 1961 Abbruch
- E 3/3 2 (90 85 0008 542-2, 1899 SLM 1220), 1943 verkauft an von Roll, 1967 zurück an OeBB
- E 3/3 1" (90 85 0008 651-1, 1909 Maffei 2983), 1976 ex Von Roll 1 ex SBB 8651 ex KLB
- E 3/3 6 (1910 SLM 2076), 2004 ex von Roll, ex SBB 8500, remisiert
- E 3/3 7 (1907 SLM 1879), 2004 ex von Roll, ex SBB 8483, remisiert
- Em 4/4 20 (1982 LEW 17690), Kauf 2004 ex BLS 845 001 ex DB/DR 345 164-8 ex 105 164-8
- Em 4/4 22 (1968 LEW 12246), Kauf 2004 ex Konservenfabrik Estavayer
- Tm 24 (1966 RACO 1699), Kauf 1997 ex von Roll
- Ce 2/2 101 (1944), 1958 verkauft an SBB, Te III 138, Mai 2000 ausrangiert
- Ce 2/2 102 (1944), abgestellt
- Ce 2/2 103 (1947), abgestellt
- De 6/6 15301 (1926 SLM 3056) «Seetalkrokodil»; ex SBB
- Ee 3/3 151 (91 85 4 936 153-6 CH-OeBB), Kauf 24. 06. 2021, ursprünglich PTT Ee 3/3 9-11, ex CJ Ee 3/3 151-153[4]
- Ee 3/3 152 (91 85 4 936 152-8 CH-OeBB), Kauf 24. 06. 2021, ursprünglich PTT Ee 3/3 9-11, ex CJ Ee 3/3 151-153[5]
- Ee 3/3 153 (Ersatzteilspender), Kauf 2022 von Stauffer, ursprünglich PTT Ee 3/3 9-11, ex CJ Ee 3/3 151-153[6]
- Re 430 350 ex SBB ex SOB

### Triebwagen und Triebzüge
- Be 546 94 85 7 546 109-0 und 94 85 7 546 110-8, ex ET 10.109 und 10.110 (Stadler, 2000/2001), erworben 2022 von der Montafonerbahn.[7]
- Fm 2/4 123 (1930 SLM 3407), Dampftriebwagen, nach Elektrifikation bei Color Metall Zürich abgestellt zum Verkauf, 1956 Abbruch
- Be 2/4 201 (1935), Kauf 1958 ex BLS 721 ex 787 «Blauer Pfeil», 1995 ausrangiert, an Feuerwehrschule Klus (Balsthal), 2018 als Übungsobjekt vorhanden
- RBe 2/4 202 (1938), Kauf 1974 ex SBB 1007 ex 607 ex CLe 2/4 207 «Roter Pfeil», nach Kauf blau, jetzt wieder rot
- BDe 2/8 203 (1938), Kauf 1982 ex GBS ABDe 2/8 704 ex GTB Ce 2/4 692 und BCF4 471, 1985 ausrangiert nach Kollision
- BDe 4/12 204 (1935), 1986 ex DB 425 120 + 825 020 + 425 420 (plus 425 110 als Ersatzteilspender), 1993 verkauft an Privat, Stuttgart
- ABDe 4/8 244 (1945), Übernahme 1991, 2006 ausrangiert
ex BLS ABDe 4/8 744, früher GBS 742, jetzt im Bahnmuseum Kerzers/Kallnach
- ABDe 4/8 245 (1945), Übernahme 1991, 2000 abgestellt, 2004 ausrangiert, Abbruch 2005
ex BLS ABDe 4/8 745 früher SEZ 741
- RFe 4/4 601 (1944 SLM 3693), Übernahme 1994, 1995 Motorschaden, 1997 als 601 in Betrieb, 2005 verkauft an RailIn, 2007 an Classic Rail
ex SBB RFe 4/4, später BT Fe 4/4 51, BT De 4/4 25, dann SZU 51
- BDe 4/4 641 (1954), Übernahme 1997 ex SBB BDe 4/4 1641, 2013 verkauft, neu CH-DSF 94 85 7570 641-1
- BDe 4/4 651 (1954), Übernahme 1997 ex SBB BDe 4/4 1651, 2013 verkauft als Ersatzteilspender
- BDe 576 250 (1966) «Hochleistungstriebwagen», Übernahme 2004, Weitergabe 2005, Abbruch 2007
ex RM BDe 4/4II 576 250 mit B 551 und ABt 991 2004 übernommen, im folgenden Jahr durch SBB RBe 540 ersetzt. Der Zug ging zunächst in Privatbesitz über und wurde bald darauf verschrottet.
- RBe 540 019/074 (ursprünglich 1421 und 1477, 1964/1965), Übernahme 2005/2006 als RBe 205/206 zusammen mit AB EW II 505 und BDt EW I 905
- RBDe 560 000, ex SBB (ursprünglich 2100). Übernahme als RBDe 207 mit AB EWI 507 und Bt 907. Am 28. April 2008 mit Wappen der Gemeinde Balsthal versehen, ab diesem Tag im kommerziellen Einsatz[8], Mai 2021 abgebrochen[9]

### Reisezugwagen

#### Steuerwagen
- Bt 900 (1949), Übernahme 1997 ex SBB Bt 50 85 29-33 900
- ABt 991 (1978), Kauf 2004 ex RM 50 38 29-33 991, 2005 weiterverkauft, 2007 Abbruch
- BDt 905 (1959), Übernahme 2005 ex SBB BDt 50 85 82-35 977 EW I, 2017 Abbruch
- Bt 50 85 80-34 000-9 ex Bt 907 (1984), NPZ Steuerwagen, Kauf 2008 ex SBB 50 85 29-34 900
- BDt 197 ex Voralpen-Express der SOB

#### Speisewagen
- WR 401 (1937), 1976 ex SBB 17-59 007-2 ex 2060 ex AB4ü 2848
- WR 402 (1907), 1976 ex SBB X 9732 612-0 ex WR 10214
- WR 403 (1906), 1980 ex SBB X 9722 300-4 ex WR 10206, 2010 an Bahnmuseum Kallnach

#### Personenwagen
- As 411 (1913), 1979 ex SBB X 99-43 102 ex 91101 ex 99701, «Schräger Max»
- As 412 (1937), 1983 ex SBB A 17-59 009-8 ex 2062 ex AB4ü 2850
- As 413 (1937), 1985 ex SBB B 50 85 20-03 308-7 ex 8109
- B2 421 (1968), 1986 ex SBB 99-29 446, «Sputnik»
- B2 ohne Nr. (1966), 1996 ex SBB Db 60 85 99-29 265, rot, Verbleib unklar
- B2 ohne Nr. (1966–1967), 1986 ex SBB 60 85 99-29 240, 346, 353, Verbleib unklar[10]
- Bi 501 (1950), 1974 ex SBB 37-03 016 1999 verkauft an CFTPV Vallorbe
- Bi 502, 503 , .. umgezeichnet zu 510 (1950), 1974 ex SBB 37-03 015 und 017
- Bi 504 (1953), 1976 ex SBB 38-03 013-3, 1999 verkauft an CFTPV Vallorbe
- B 551 (1964), Kauf 2004 ex RM 50 38 29-33 551, 2005 weiterverkauft, 2007 Abbruch
- AB 505 (1970) Kauf 2005 ex SBB 50 85 39-35 033 EW II
- AB 507 (1959), Kauf 2008 ex SBB 50 85 30-35 200 EW I
- B 629 Jumbo-Zwischenwagen ex BLS

#### Gepäckwagen
- Gepäckwagen (2 Stück D2)

### Güter- und Dienstwagen
- Güterwagen (10 Stück Gbs, 2 Stück Gklm, G, E)

Galerie
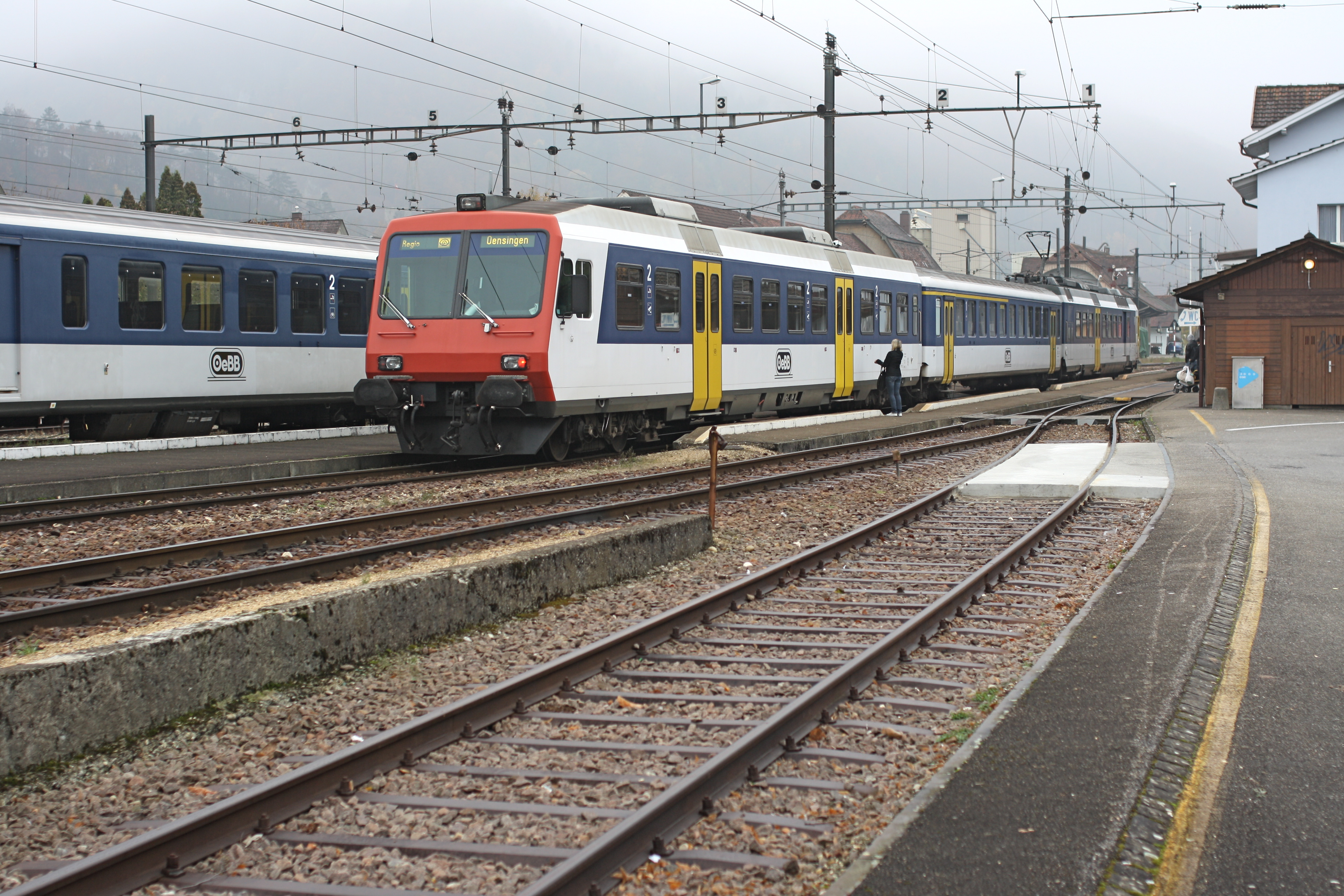
Bahnhof Balsthal mit Triebwagen der Baureihe RBDe 4/4
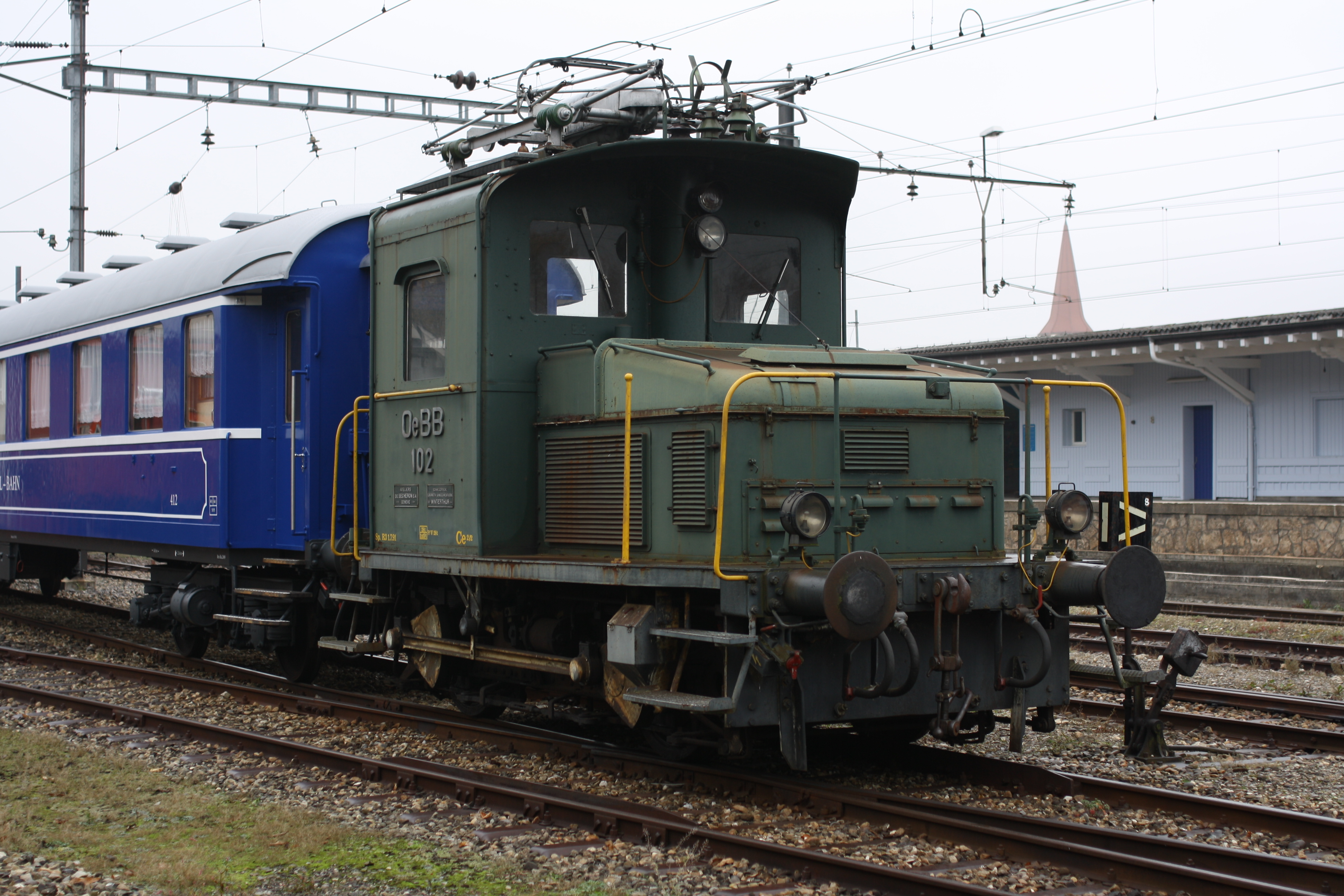
OeBB Rangiertraktor Ce 2/2 102 in Balsthal
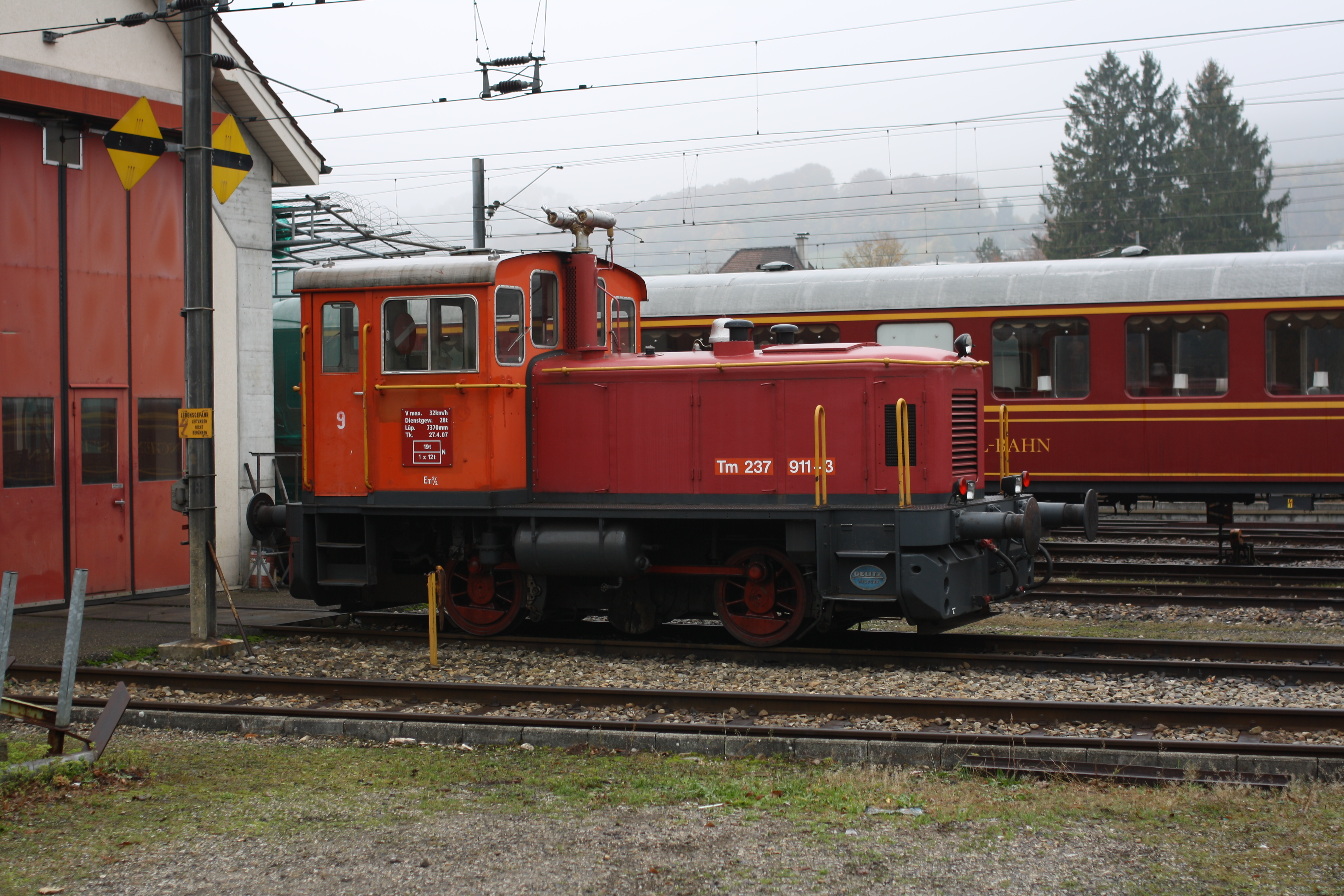
Em 2/2 9 in Balsthal
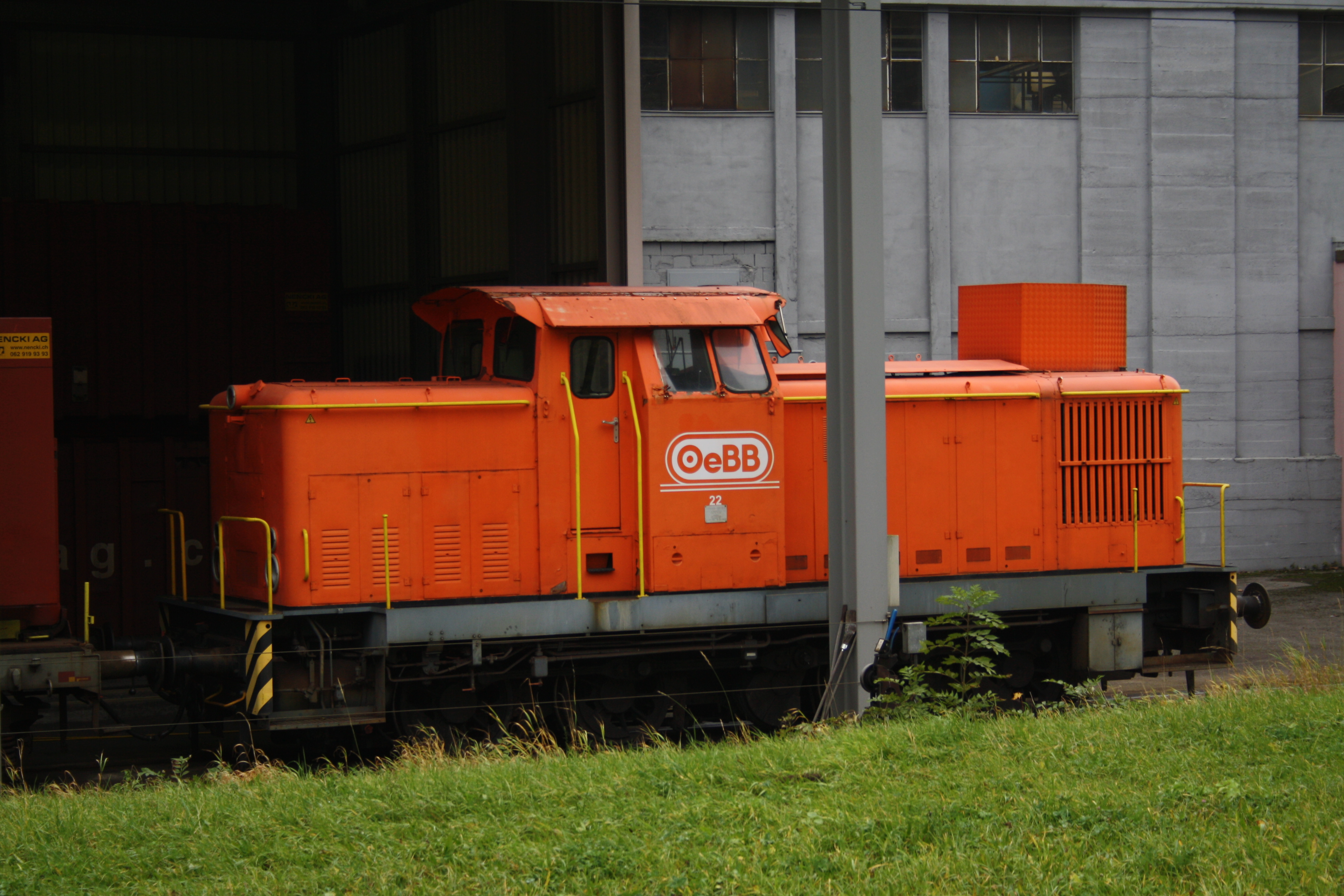
Em 4/4  22 (ex DR-V60) in Klus
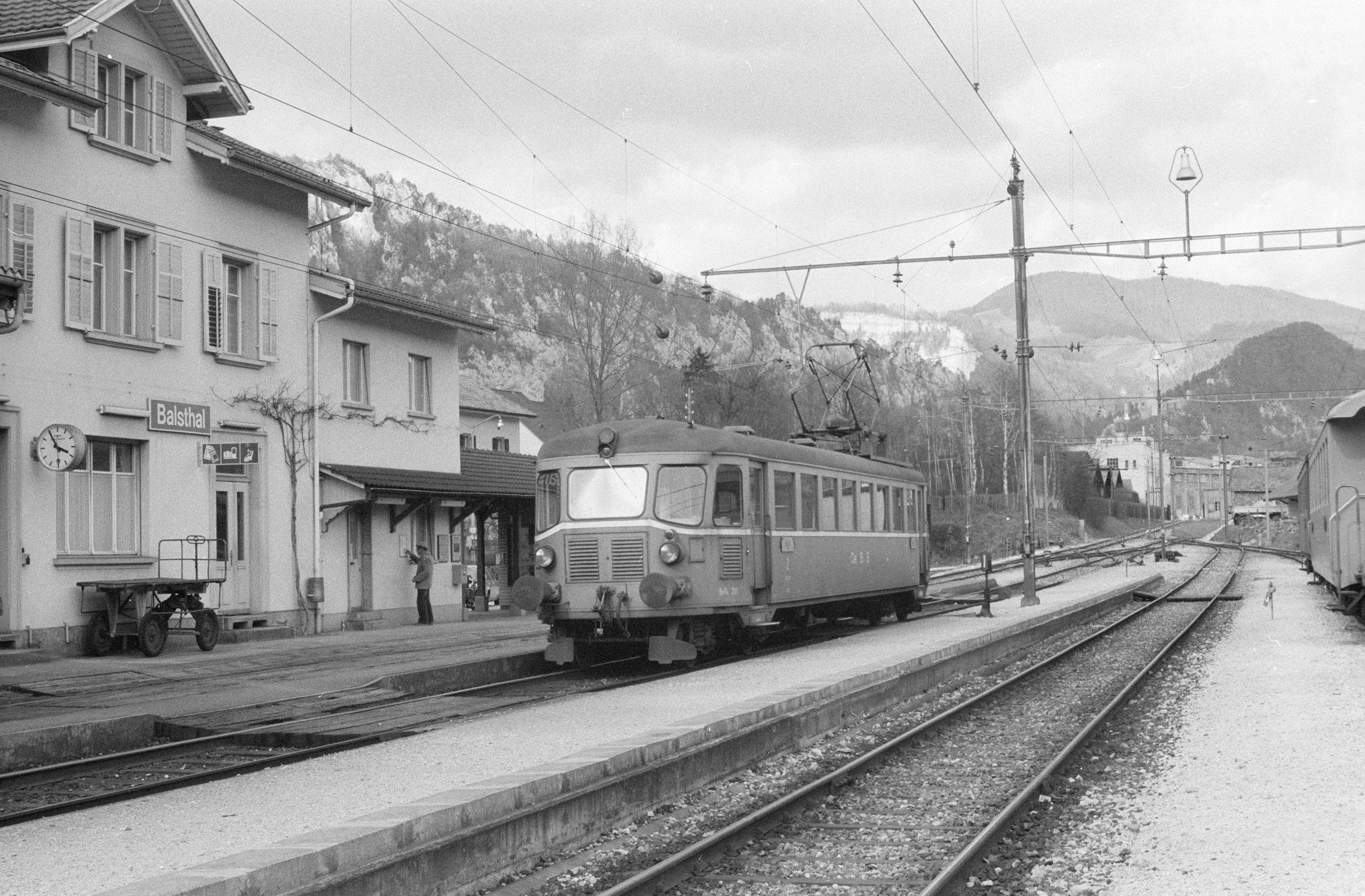
Be 2/4 201 im Bahnhof Balsthal (1980)
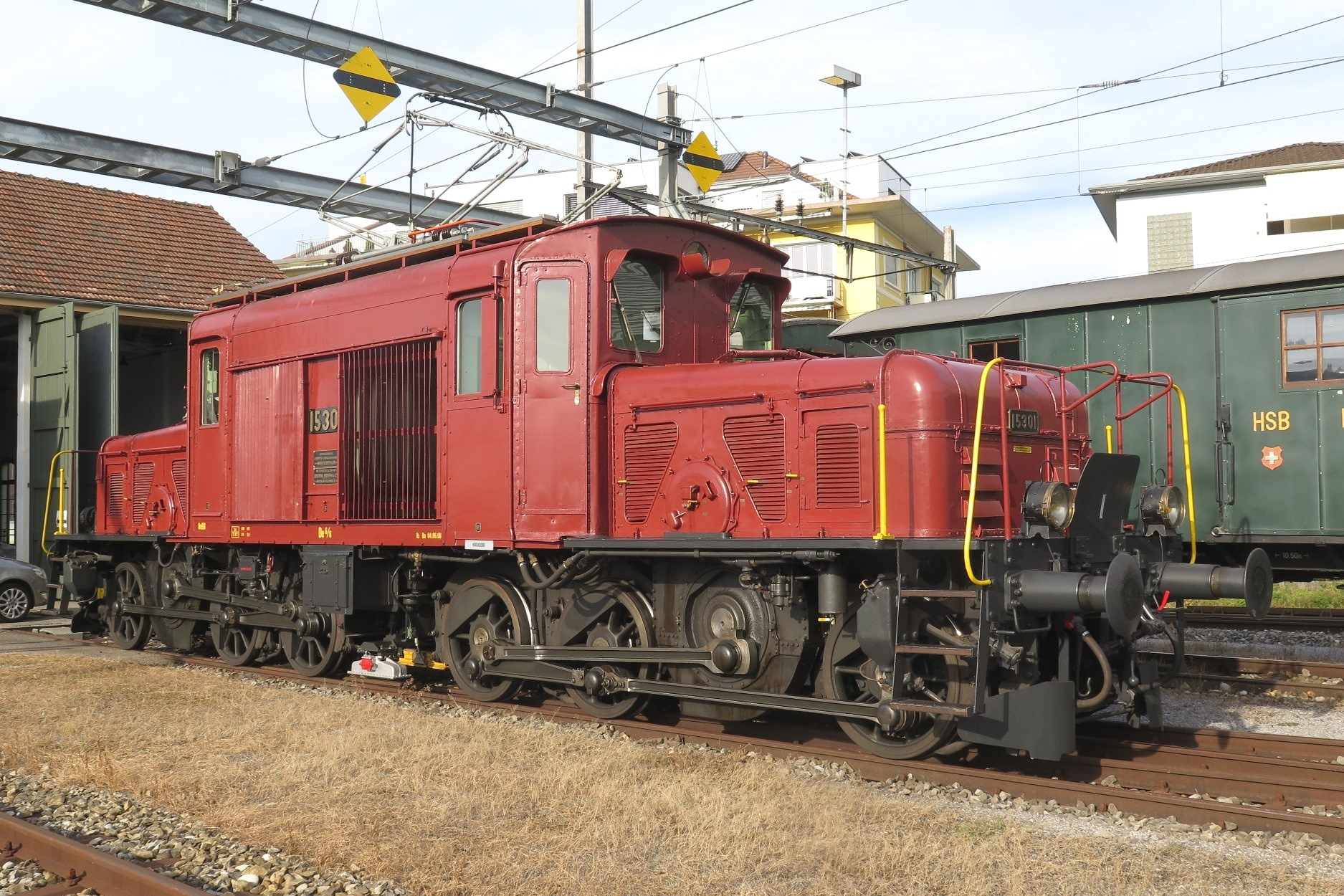
Seetal-Krokodil De 6/6 15301 in Hochdorf